# Watch Your Watch (film 1918)
Watch Your Watch è un cortometraggio muto del 1918 diretto da Allen Curtis. Sceneggiato da Charles J. Wilson, aveva come interpreti il noto attore teatrale Orrin Johnson, Eileen Sedgwick, Jack Abbott, Ernest Shields e Lillian Concord.

## Produzione
Il film fu prodotto dalla Nestor Film Company.

## Distribuzione
Distribuito dall'Universal Film Manufacturing Company, il film - un cortometraggio di una bobina - uscì nelle sale cinematografiche statunitensi il 25 febbraio 1918.